# Université Panteion
Ne doit pas être confondu avec Université Panthéon-Sorbonne.
L’université Panteion des sciences sociales et politiques (en grec moderne : Πάντειο Πανεπιστήμιο Κοινωνικών και Πολιτικών Επιστημών / Pántio Panepistímio Kenonikón ke Politikón Epistimón), ou simplement université Panteion, est une université située à Athènes, en Grèce. Fondée  en 1927, elle est entre les trois plus anciennes universités de sciences politiques en Europe.
Elle était autrefois connue sous le nom d’École Pánteios (Πάντειος Σχολή) ou simplement Pánteios (Πάντειος).

## Facultés  et  départements  Académiques
L’université  comprend   quatre  facultés et  neuf départements  académiques:
Faculté   d’Économie  et d’Administration  publique
- Département  d’Administration publique
- Département  de développement économique et régional

Faculté de Sciences Politiques
- Département  de  Politique  sociale
- Département de Science politique  et Histoire

Faculté de Sciences sociales et de Psychologie
- Département de Sociologie
- Département d’Anthropologie sociale
- Département de Psychologie

Faculté    d’Études  Internationales,  de Communication  et de Culture
- Département d’Etudes  internationales, européennes  et régionales
- Département de Communication, de Médias et de Culture

## Historique
L’Université Panteion a une longue histoire de développement créatif liée non seulement à l’éducation avancée et le développement des sciences sociales en Grèce, mais aussi à l’ample transformation sociale du pays. Elle a été fondée en 1927 sous le nom d’École de Sciences Politiques par Geórgios Fragoúdis et Aléxandros Pántos, deux anciens étudiants de l’École Libre des Sciences Politiques à Paris (Sciences Po).

## Participation à des programmes européens
L’Université Panteion participe à plusieurs programmes de l’Union européenne :
- programme Jean Monnet
- programme Erasmus
- Programme Leonardo da Vinci (1995-2013)
- EQUAL Community Initiative
- Equapol
- Tempus
- Geopac

## Personnalités notables
- Panagiótis Kanellópoulos (1902-1986) : Professeur de droit, philosophe, homme politique, Premier ministre de la Grèce (1945-1967)
- Andréas Lovérdos (1956) : Professeur de droit constitutionnel, homme politique, Ministre de la Santé et de la Solidarité sociale de 2010 à 2012
- Chrístos Rozákis (en) (1941) : Professeur de droit international, Président du Tribunal administratif du Conseil de l'Europe
- Konstantínos Simítis (1936) : Professeur de droit commercial, homme politique, Premier ministre de la Grèce (1996-2004)
- Aléxandros Svólos (1892-1956) : Professeur de droit constitutionnel, homme politique
- Mikhaíl Stasinópoulos (1903-2002) : Professeur de droit administratif, recteur de l’université (1951-1958), homme politique, Président de la Grèce (1974-1975)
- Éva Stefaní (1964-), histoire et théorie du cinéma
- Dimítris Tsátsos (en) (1933-2010) : Professeur de droit constitutionnel, membre du Parlement européen (1999-2004)
- Konstantínos Tsátsos (1899-1987) : Professeur de philosophie du droit, diplomate, Président de la Grèce (1975-1980)
- Chrístos Yannarás (1935-2024) : Professeur de philosophie, théologien